# Бирнбахер, Андреас
Андре́ас Би́рнбахер (нем. Andreas Birnbacher; род. 11 сентября 1981, Прин-ам-Кимзее, Бавария) — немецкий биатлонист, чемпион мира в смешанной эстафете. Ныне проживает в местечке Шлехинг федеральной земли Бавария, является солдатом бундесвера. Тренеры — олимпийский чемпион, двукратный чемпион мира Фриц Фишер и Ремо Круг.
Завершил карьеру после сезона 2015/2016 г.

## Биография
Андреас Бирнбахер начал заниматься биатлоном с 14 лет, хотя увлекался лыжами с раннего детства. В юниорском возрасте Андреас добился впечатляющих успехов. Он является четырёхкратным чемпионом мира среди юниоров, причём три золотые медали из четырёх возможных он завоевал на Чемпионате мира среди юниоров 2001 года в Ханты-Мансийске. Сезон 2001/2002 стал для него дебютным в Кубке мира. Однако первый подиум был только в сезоне 2004/2005, когда он сначала завоевал третье место в составе эстафетной команды на седьмом этапе кубка мира в Чезана Сан-Сикарио, а уже на следующем этапе занял третье место в спринте и гонке преследования. Сезон 2006/2007 принёс Андреасу первую медаль чемпионата мира, уже в следующем сезоне он стал чемпионом мира. Первую победу на этапах кубка мира Андреас одержал 17  марта 2011 года на этапе в Холменколене в спринтерской гонке на 10 км. Самое высокое положение в Кубке мира ему удалось достичь в сезоне 2011/2012 - 3-е место с 837 очками. Также по итогам этого сезона Андреас выиграл Малый хрустальный глобус в зачёте масс-стартов, набрав 260 очков.
.

## Кубок мира
- 2001—2002 — 54-е место (42 очка)
- 2002—2003 — 46-е место (70 очков)
- 2003—2004 — 29-е место (172 очка)
- 2004—2005 — 30-е место (169 очков)
- 2005—2006 — 17-е место (371 очко)
- 2006—2007 — 13-е место (514 очков)
- 2007—2008 — 10-е место (481 очко)
- 2008—2009 — 27-е место (314 очков)
- 2009—2010 — 15-е место (479 очков)
- 2011—2012 — 3-е место (837 очков)
- 2012—2013 — 5-е место (691 очко)

| 2014/2015 Итоги | 2014/2015 Итоги | Эстерсунд | Эстерсунд | Эстерсунд | Эстерсунд | Хохфильцен | Хохфильцен | Хохфильцен | Поклюка | Поклюка | Поклюка | Оберхоф | Оберхоф | Оберхоф | Рупольдинг | Рупольдинг | Рупольдинг | Антхольц | Антхольц | Антхольц | Нове Место | Нове Место | Нове Место | Нове Место | Холменколлен | Холменколлен | Холменколлен | ЧМ Контиолахти | ЧМ Контиолахти | ЧМ Контиолахти | ЧМ Контиолахти | ЧМ Контиолахти | ЧМ Контиолахти | Ханты-Мансийск | Ханты-Мансийск | Ханты-Мансийск |
| Очков           | Место           | См        | Инд       | Спр       | Пр        | Спр        | Эст        | Пр         | Спр     | Пр      | МС      | Эст     | Спр     | МС      | Эст        | Спр        | МС         | Спр      | Пр       | Эст      | Сусм       | См         | Спр        | Пр         | Инд          | Спр          | Эст          | См             | Спр            | Пр             | Инд            | Эст            | МС             | Спр            | Пр             | МС             |
| 406             | 24              | —         | 35        | 22        | 7         | 3          | 5          | 3          | 38      | 50      | 10      | —       | 20      | 18      | 2          | 68         | 17         | 37       | 19       | —        | —          | —          | 18         | 7          | 11           | 4            | 2            | —              | —              | —              | —              | —              | —              | —              | —              | —              |

| 2013/14 Итоги | 2013/14 Итоги | Эстерсунд | Эстерсунд | Эстерсунд | Эстерсунд | Хохфильцен | Хохфильцен | Хохфильцен | Анси | Анси | Анси | Оберхоф | Оберхоф | Оберхоф | Рупольдинг | Рупольдинг | Рупольдинг | Антхольц | Антхольц | Антхольц | Зимние Олимпийские Игры | Зимние Олимпийские Игры | Зимние Олимпийские Игры | Зимние Олимпийские Игры | Зимние Олимпийские Игры | Зимние Олимпийские Игры | Поклюка | Поклюка | Поклюка | Контиолахти | Контиолахти | Контиолахти | Холменколлен | Холменколлен | Холменколлен |
| Очков         | Место         | См        | Инд       | Спр       | Пр        | Спр        | Эст        | Пр         | Эст  | Спр  | Пр   | Спр     | Пр      | МС      | Эст        | Инд        | Пр         | Спр      | Пр       | Эст      | Спр                     | Пр                      | Инд                     | МС                      | См                      | Эст                     | Спр     | Пр      | МС      | См          | Спр         | Пр          | Спр          | Пр           | МС           |
| 171           | 41            | —         | —         | —         | —         | 33         | 6          | 15         | 2    | 42   | 27   | 20      | 16      | 4       | 2          | 38         | 24         | 43       | 27       | 3        | —                       | —                       | 22                      | —                       | —                       | —                       | —       | —       | —       | —           | —           | —           | —            | —            | —            |

| 2012/13 Итоги | 2012/13 Итоги | Эстерсунд | Эстерсунд | Эстерсунд | Эстерсунд | Хохфильцен | Хохфильцен | Хохфильцен | Поклюка | Поклюка | Поклюка | Оберхоф | Оберхоф | Оберхоф | Рупольдинг | Рупольдинг | Рупольдинг | Антхольц | Антхольц | Антхольц | ЧМ Нове-Место | ЧМ Нове-Место | ЧМ Нове-Место | ЧМ Нове-Место | ЧМ Нове-Место | ЧМ Нове-Место | Холменколлен | Холменколлен | Холменколлен | Сочи | Сочи | Сочи | Ханты-Мансийск | Ханты-Мансийск | Ханты-Мансийск |
| Очков         | Место         | См        | Инд       | Спр       | Пр        | Спр        | Пр         | Эст        | Спр     | Пр      | МС      | Эст     | Спр     | Пр      | Эст        | Спр        | МС         | Спр      | Пр       | Эст      | См            | Спр           | Пр            | Инд           | Эст           | МС            | Спр          | Пр           | МС           | Инд  | Спр  | Эст  | Спр            | Пр             | МС             |
| 691           | 5             | —         | 25        | 8         | 2         | 1          | 5          | —          | 40      | 13      | 1       | —       | —       | —       | 4          | 22         | 7          | 4        | DNS      | —        | 13            | 23            | 22            | 8             | 3             | 11            | 39           | 23           | 18           | 2    | 23   | 2    | 3              | 19             | 27             |

## Личная жизнь
- 13 апреля 2012 года Бирнбахер женился на Анне Ахенбах[2].
- 2 апреля 2013 у Бирнбахера и его жены Анны родился сын, которому дали имя Луис[3].
- Хобби - плавание на байдарках, маунтинбайкинг, велоспорт, музыка, рыбная ловля, автомобили

## Другие достижения
- Чемпионаты Германии
  - Чемпионат Германии 2003 года:
    - 1 место в спринте
    - 2 место в эстафете

  - Чемпионат Германии 2004 года:
    - 1 место в масс-старте
    - 1 место в эстафете

  - Чемпионат Германии 2005 года:
    - 1 место в спринте
    - 1 место в эстафете